# 神鉄国立学院
神鉄国立学院株式会社（しんてつくにたちがくいん、英: Shintetsu Kunitachi Gakuin Co.,Ltd.）は、かつて存在した神鉄グループの企業。予備校および学習塾をチェーン展開していた。

## 概要・沿革

### 関西初の私鉄系教育産業として
神鉄グループの不動産開発部門では、「神鉄北鈴蘭台ニュータウン」「神鉄百合が丘」などの大規模ニュータウンを相次いで開発し、木造住宅建築・宅地分譲を実施して沿線人口の定着を図ってきた。またこれらニュータウンにおいては、総合かつ立体的な開発として、神戸電鉄バス（現：神鉄バス）の路線新設、神鉄交通（現：神鉄タクシー）の乗場開設、商業ビルの建設、神鉄一番街（現：神鉄食彩館）の開設など、子会社・関係会社による生活事業の展開を行っていた。
沿線では当時、神鉄グループの一員である北神急行電鉄の開業や、さらなるニュータウンの開発によって沿線住民の増加が予測され、関西私鉄で初めての予備校・学習塾事業への参入が決定された。

### 学究社との提携
都内で32校舎・生徒17,000人を抱える都内最大手（当時）の学究社（現：Ena）では、かねてから全国進出を狙っており、その足がかりとなる関西初進出の第1弾として、学究社側から神戸電鉄に対して話を持ち込んだとされる。
この結果、1985年（昭和60年）9月7日に神戸電鉄と学究社の共同出資で神鉄国立学院株式会社が資本金5,000万円で設立された。
教育産業大手と私鉄との提携による「鉄道会社の教育業界進出」は、当時としては異例の試みであり、メディアや各種雑誌でも多く注目を浴びた。
この神戸電鉄との提携に先立って、学究社では同年12月に業界初の株式上場を行い、学究社の河端社長は「スケールメリットによって他の塾より月謝を三、四割安くできそうだ。私塾の刷新・近代化が私の理念であり、経営ノウハウの公開も惜しまないつもりだ」と語る一方、神戸電鉄社長の中田大三は「沿線の皆さんが感性や知性を高めようとしておられるのを応援することができないものか。そのひとつの試みとして」と語った。

### 校舎の展開
神戸電鉄では開校に先立って「西鈴神鉄国立学院ビル」「北鈴神鉄国立学院ビル」「緑が丘神鉄国立学院ビル」を建設し、1986年（昭和61年）2月28日に一斉に竣工させた。同年3月1日、小学4年生〜中学3年生の全校合計600名を生徒として「神鉄真学塾」の名称でスタート、キャッチコピーは『国立学院予備校のノウハウと神戸電鉄のバックアップ』であった。
1987年（昭和62年）5月7日、地上4階建ての「鈴蘭台西町神鉄ビル」を建設し、鈴蘭台校を新規開設。初の試みとして大学入試課程の「国立学院予備校」を併営し、高校生の生徒募集も開始した。さらに校舎ビル1階には、神戸電鉄開発部の鈴蘭台住宅営業所と、神鉄住宅販売の神鉄住宅センターを入居させて住宅産業も併設していた。
1991年（平成3年）頃〜1992年（平成4年）にかけて全校閉鎖・解散した。

## 評判
浜学園の上治義雄理事長は、神戸電鉄と学究社の提携について「確かに補習塾は学究社に食われるかも知れない。しかしうちのような進学塾とは競合しない。」と冷静な判断を見せた一方、1990年代には谷上校・西鈴蘭台校など神鉄沿線を包囲する形での出校を行っている。